# Friedrich Weissensteiner
Friedrich Weissensteiner (* 25. November 1927 in Großpertholz, Niederösterreich; † 21. Jänner 2023 in Wien) war ein österreichischer Historiker und Autor.

## Leben und Arbeit
Friedrich Weissensteiner studierte nach der Schulzeit am Gymnasium Stubenbastei an der Universität Wien Geschichte und Anglistik. 1950 wurde er in Wien mit der Dissertation Reformation und Gegenreformation im Gebiete von Gmünd zum Dr. phil. promoviert. Ab 1950 war er als Gymnasiallehrer tätig, von 1974 bis zu seiner Pensionierung 1987 als Direktor des Döblinger Bundesgymnasiums.
Er gab als Mitherausgeber eines Geschichtslehrganges für die Unter- und Oberstufe der AHS (1970–1982 Geschichte und Sozialkunde, 1982–2002 Zeitbilder) dem Geschichtsunterricht wesentliche Impulse.
Als Historiker machte sich Weissensteiner vor allem als Autor und Herausgeber einer Vielzahl zeitgeschichtlicher Werke einen Namen. Kennzeichnend für seine Werke ist die auch und gerade für Laien leicht verständliche Schreib- und Darstellungsweise, die sie auch für ein Nicht-Fachpublikum lesenswert macht, was sich in einer relativ hohen Zahl von Übersetzungen in andere Sprachen – so ins Französische, Japanische und ins Russische – niederschlägt.
Hauptthema von Weissensteiners Arbeiten war die Beschäftigung mit der österreichischen Monarchie, namentlich mit verschiedenen Persönlichkeiten aus dem Erzhaus der Habsburger. So widmete er den Lebenswegen der Erzherzogin Elisabeth Marie („die rote Erzherzogin“), des Erzherzogs Johann Salvator („ein Aussteiger aus dem Kaiserhaus“) und des Erzherzogs Franz Ferdinand von Österreich-Este („der verhinderte Herrscher“) längere Biografien und verfasste eine Reihe von Übersichtsdarstellungen, in denen Themen wie Die Töchter Maria Theresias, Habsburgerinnen auf fremden Thronen oder Die österreichischen Kaiserinnen in systematischen Abrissen dargestellt wurden. Zuletzt war die Auseinandersetzung mit dem Familienumfeld von Geistesgrößen der Literatur, Musik und Psychologie des deutschen Sprachraums ein häufiger wiederkehrendes Thema bei ihm (Frauen der Genies, Die Kinder der Genies).
Weissensteiner war ab 1952 verheiratet. Er starb am 21. Jänner 2023 im Alter von 95 Jahren in Wien.

## Ehrungen und Auszeichnungen
- 1984: Verleihung des Berufstitels Hofrat.
- 1986: Goldenes Ehrenzeichen für Verdienste um das Land Wien
- 1999: Ehrenkreuz für Wissenschaft und Kunst I. Klasse[2]
- 2008: Großes Silbernes Ehrenzeichen für Verdienste um die Republik Österreich[3]

## Werke
Arbeiten als Autor:
- Zwischen Gestern und Morgen. Gedichte, Wien 1971.
- Österreich und die Welt. Historischer Atlas. Wien 1976.
- Die rote Erzherzogin. Das ungewöhnliche Leben der Tochter des Kronprinzen Rudolf. Wien 1982, 1990.
- Franz Ferdinand. Der verhinderte Herrscher. Wien 1983.
- Ein Aussteiger aus dem Kaiserhaus, Johann Orth. Das eskapadenreiche Leben des Erzherzogs Johann Salvator. Wien 1985.
- Reformer, Republikaner und Rebellen. Das andere Haus Habsburg-Lothringen. Wien 1987.
- Schicksalstage Österreichs. Wendepunkte, Krisen, Entwicklungen. Wien 1989.
- Der ungeliebte Staat. Österreich zwischen 1918 und 1938. Wien 1990.
- Frauen um Kronprinz Rudolf. Wien 1991.
- Österreichisches Personenlexikon der Ersten und Zweiten Republik. Gemeinsam mit Isabella Ackerl, Wien 1992.
- Publikumslieblinge. Von Hans Albers bis Paula Wessely. Wien 1993.
- Die Töchter Maria Theresias. Wien 1994.
- Zwischen Idylle und Revolution. Ungewöhnliche Biedermeierporträts. Wien 1995.
- Große Herrscher des Hauses Habsburg. Wien 1995.
- Große Österreicher des 20. Jahrhunderts. Wien 1997.
- Frauen auf Habsburgs Thron. Ueberreuter, Wien 1998, ISBN 3-8000-3709-2; als Taschenbuch: Die österreichischen Kaiserinnen 1804–1918. Piper, München 2001, ISBN 3-492-23033-4.
- Liebeshimmel und Ehehöllen. Heiraten zwischen Habsburgern und Wittelsbachern. München 1999.
- Sie haben für uns gespielt. 105 Porträts berühmter Film- und Bühnenpersönlichkeiten. Wien 1999.
- Habsburgerinnen auf fremden Thronen. Wien 2000.
- Berühmte Selbstmörder. Wien 2000.
- Liebe in fremden Betten. Große Persönlichkeiten und ihre Affären. Wien 2001.
- Die Frauen der Genies. Wien 2002.
- Die österreichischen Kaiser. Wien 2003.
- Die Söhne Maria Theresias. Wien 2004.
- An den Hebeln der Macht. Die Parteiführer der Zweiten Republik. Wien 2005.
- Die Kinder der Genies. August von Goethe, Siegfried Wagner, Anna Freud, Erika und Klaus Mann, Anna Mahler. Wien 2005.
- Klein und berühmt. Edith Piaf, Henri de Toulouse-Lautrec, Gottfried Keller, Franz Schubert, Napoleon Bonaparte, Immanuel Kant, Prinz Eugen. Wien 2006.
- Von Maria Theresia bis Helmut Qualtinger. 50 Porträts berühmter Österreicher. Wien 2007.
- Die großen Herrscher des Hauses Habsburg. 700 Jahre europäische Geschichte. München 2007.
- Ich sehne mich sehr nach dir. Frauen im Leben Kaiser Franz Josephs. Wien 2012.

Arbeiten als Herausgeber:
- Michael Hainisch, 75 Jahre aus bewegter Zeit. Lebenserinnerungen eines österreichischen Staatsmannes. Wien 1975.
- Wilhelm Ellenbogen. Menschen und Prinzipien. Erinnerungen, Urteile und Reflexionen eines kritischen Sozialdemokraten. Mit einem Vorwort von Bruno Kreisky, Wien 1981.
- Die österreichischen Bundespräsidenten. Wien 1982.
- Die österreichischen Bundeskanzler. Gemeinsam mit Erika Weinzierl, Wien 1983.
- Lieber Rudolf. Briefe von Kaiser Franz Joseph und Elisabeth an ihren Sohn. Wien 1991.

Unveröffentlichte Manuskripte:
- Leben in schwerer Zeit. Wien 2002.
- 50 Jahre im Rückblick. Wien 2011.
- Gereimtes und Ungereimtes. Wien 2011.

Sonstige Arbeiten:
- Schulfernsehfilme und Schulfunksendungen
- Kurzgeschichten, Beiträge in Sammelbänden, fachpädagogische, historische und literarische Artikel in Zeitschriften, Wochen- und Tageszeitungen u. a. in folgenden Organen:
- Neue Wege, 1952–1966
- Arbeiter-Zeitung, 1960–1980
- Österreich in Geschichte und Literatur
- Geschichte. Das Magazin für Kultur und Geschichte. Solothurn.
- Illustrierte Wochenschau, 1965–1972
- Die Presse, ab 1989
- Wiener Zeitung, ab 2001
- Die Furche, ab 2009
- Bücherschau. Vierteljahreszeitschrift für Betriebs- und Gewerkschaftsbibliotheken – ab 2003 literarische Kurzportraits, u. a. Bertolt Brecht, Anton Tschechow, Marion Gräfin Dönhoff, George Orwell, Mark Twain.

Weissensteiner war auch als Bücherrezensent tätig.